# Kampfgeschwader 152
Kampfgeschwader 152 (dobesedno slovensko: Bojni polk 152; kratica KG 152) je bil bombniški letalski polk (Geschwader) v sestavi nemške Luftwaffe.

## Organizacija
- štab
- I. skupina
- II. skupina
- III. skupina

## Vodstvo polka
Poveljniki polka (Geschwaderkommodore)
- Oberst Ulrich Kessler: 15. november 1938